# Marimont-lès-Bénestroff

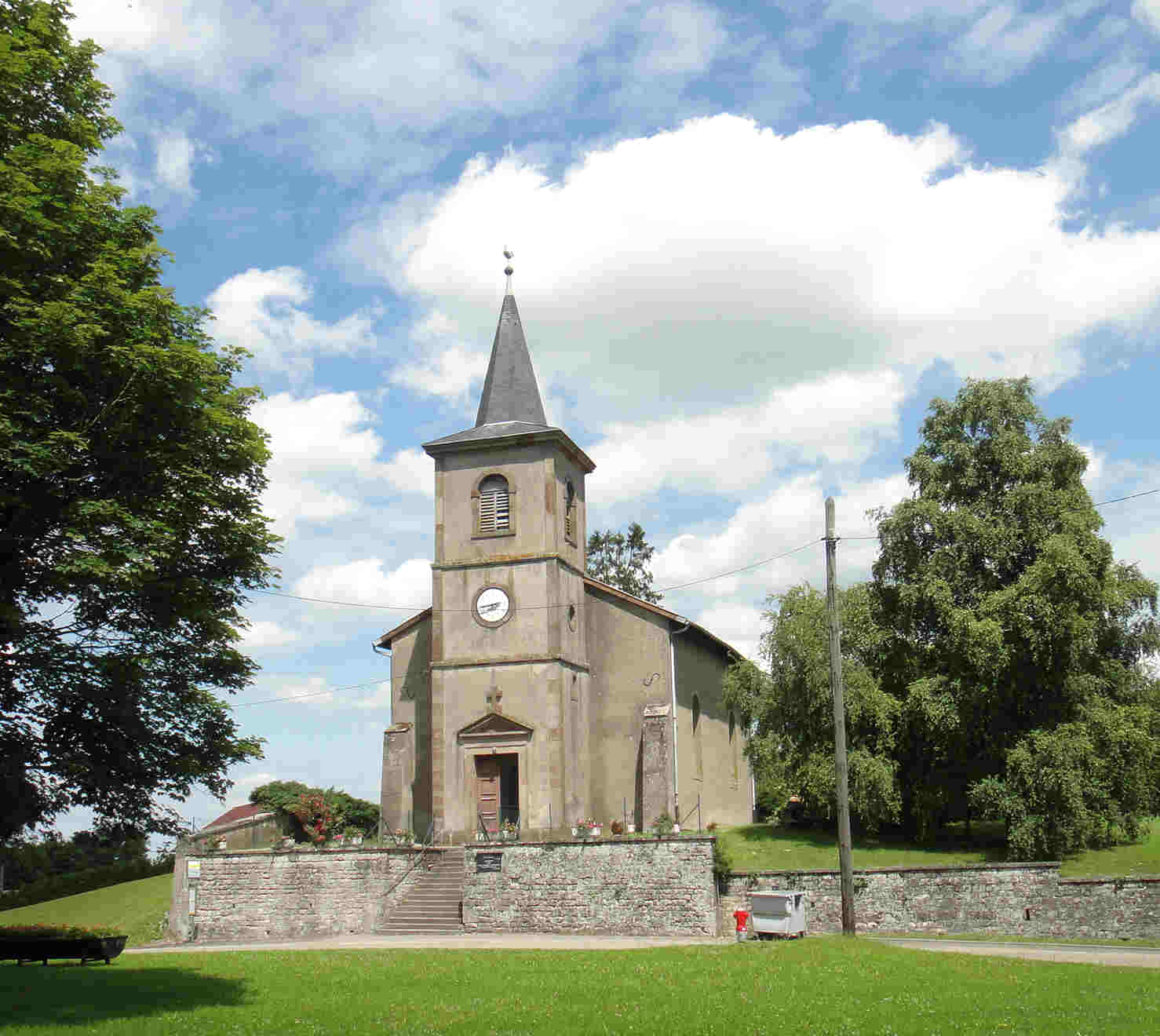
Kirche St. Denis

Marimont-lès-Bénestroff (deutsch Morsberg, franz. Name übersetzt: Marimont bei Bensdorf) ist eine französische Gemeinde mit 53 Einwohnern (Stand 1. Januar 2022) im Département Moselle in der Region Grand Est (bis 2015 Lothringen). Sie gehört zum Arrondissement Sarrebourg-Château-Salins.

## Geographie
Marimont-lès-Bénestroff liegt in Lothringen, 55 Kilometer südöstlich von Metz, 26 Kilometer nordöstlich von Château-Salins, sieben Kilometer südwestlich von Albestroff (Albesdorf) und vier Kilometer südöstlich von Bénestroff (Bensdorf), an der Quelle des Spinbachs, auf einer Höhe zwischen 239 und 330 m über dem Meeresspiegel. Im Nordosten des 3,99 km² umfassenden Gemeindegebiet verläuft die Bahnlinie Metz–Straßburg.

## Geschichte
Der Ort ist alt. Der Metzer Bischof Jakob von Lothringen kaufte 1256 Marimont vom Grafen Thidrich, genannt Seibert, für seine Kirche, behielt die Ortschaft jedoch nicht lange, denn 1260 nahm Graf Heinrich II. von Zweibrücken die Lehen von Ferry von Chamblé zurück, und 1266 erklärte der Graf von Leiningen, Marimont von Herzog Ferry III. von Lothringen als Lehen zu haben. Als Ferry III. mit Metz Krieg führte, fand hier ein großes Treffen statt, in dem der Herzog unterlag. 1297 wurde Marimont mit Bitsch vertauscht und 1586 ein Viertel davon an Herzog Karl III. von Lothringen verkauft. Die Ortschaft litt sehr unter den Kriegen des 17. Jahrhunderts und hatte 1669 nur noch neun Einwohner. Früher gab es hier ein von Mauern umgebenes Schloss, und der Gemeindebezirk (Mairie) war viel größer und umfasste auch die Dörfer Cutting (Kuttingen), Bassing (Bessingen), Domnom (Dommenheim), Guinzeling (Geinslingen)  und Lauterfingen.
Durch den Frankfurter Frieden vom 10. Mai 1871 kam die Region an das deutsche Reichsland Elsaß-Lothringen, und das Dorf wurde dem Kreis Château-Salins im Bezirk Lothringen zugeordnet. Die Dorfbewohner betrieben Getreide-, Wein-, Obst- und Gemüsebau.
Nach dem Ersten Weltkrieg musste die Region aufgrund der Bestimmungen des Versailler Vertrags 1919 an Frankreich abgetreten werden. Im Zweiten Weltkrieg war die Region von der deutschen Wehrmacht besetzt.
Im Gegensatz zu den meisten anderen lothringischen Gemeinden wurde für die Ortschaft nach dem Frankfurter Frieden 1871 nicht der ursprüngliche deutsche Ortsname, Mörsberg, verwendet; erst während des Ersten Weltkriegs wurde Morsberg 1915 amtlich.

### Bevölkerungsentwicklung
| Jahr      | 1962 | 1968 | 1975 | 1982 | 1990 | 1999 | 2007 | 2019 |
| Einwohner | 51   | 50   | 51   | 52   | 53   | 45   | 48   | 41   |

## Sehenswürdigkeiten
- Kirche St. Denis
- Ruinen des Schlosses von Marimont aus dem Mittelalter am Südrand des Dorfes